# María Isabel Salvador
María Isabel Salvador Crespo Estudió en la Facultad de Derecho de la Universidad Católica, en École de Langue et de Civilisation Françaises, Université de Genève, en Ginebra, Suiza, en el Colegio Mayor de Educación Continua, Universidad San Francisco de Quito y estudios de maestría en Gestión Administrativa con doble titulación por las universidades Andrés Bello, Chile y Europea de Madrid, España.

## Carrera
Se desempeñó como: presidenta del Fondo Mixto de Promoción Turística del Ecuador; directora por Ecuador ante la Federación Internacional de Ejecutivas de Empresas Turísticas; Vicepresidenta de la Federación Nacional de Cámaras Provinciales de Turismo de Ecuador (FENACAPTUR); Presidenta de la Asociación de Representantes de Líneas Aéreas Ecuatorianas (ARLAE), entre otras.
Ocupó por primera vez el cargo de Ministra de Turismo de 2005 a 2007.
En 2006 obtuvo el reconocimiento como mujer del año en la categoría “Mejor Desempeño en el Sector Público”.
En 2007 el presidente Rafael Correa le ratificaría como Ministra de Turismo. Los esfuerzos desde esta cartera se concretaron en el primer Plan de Desarrollo de Turismo Sostenible de amplio horizonte, basado en altos niveles de calidad, adecuada gestión de productos y destinos turísticos, apertura de nuevos mercados, promoción, estímulo al turismo comunitario y de base popular y solidaria, y puesta en valor de los patrimonios cultural y natural, representados no solo por la arquitectura y la naturaleza sino poblados de vida humana, de culturas.
Los resultados en el desarrollo y la promoción del producto turístico en los mercados internacionales llevaron a que el presidente le nombre Canciller, cuando este Ministerio adquiría el manejo del comercio exterior, donde logró concretar la apertura de nuevos consulados entre ellos los de Queens en Nueva York, y en New Haven, Connecticut, así como el diseño del plan de apertura de nuevas embajadas y oficinas comerciales en el mundo.
Como Canciller le correspondió acompañar al Primer Mandatario en la defensa de la soberanía del Ecuador frente al ataque de Angostura producido el 1 de marzo de 2008.
En 2009 fue elegida Parlamentaria Andina con la más alta votación en el país para un cuerpo legislativo.
Desde el 27 de julio de 2010, fue la embajadora y representante permanente del Ecuador ante la Organización de Estados Americanos (OEA), espacio donde logró entre otras acciones:
El 30 de septiembre de 2010, la Resolución del Consejo Permanente presentada por Ecuador a raíz del frustrado golpe de Estado y amenaza a la vida del Presidente de la República. Esta resolución se dio en tiempo récord de menos de 3 horas de consultas dentro del Consejo Permanente.
En agosto de 2011, la Resolución sobre la inviolabilidad de las sedes diplomáticas y consulares, motivada por Ecuador a raíz de la amenaza de Reino Unido de violar la jurisdicción territorial e inmunidad diplomática de la Embajada en Londres para arrestar al ciudadano Julián Assange, asilado en la embajada ecuatoriana
En junio de 2013, fue designada Presidenta del Consejo de Gobierno del Régimen Especial de Galápagos, con rango de Ministra de Estado. Manejó varias crisis, entre ellas la declaratoria de emergencia del archipiélago por el encallamiento del buque Galapaface en Puerto Baquerizo Moreno, y participó en la reforma a la Ley de Galápagos. Salvador trabajó en el ordenamiento de la administración del territorio y priorizó la presencia gubernamental en el archipiélago.
En 2023, fue seleccionada para ocupar el doble cargo de representante especial para Haití de laSecretaría General de las Naciones Unidas y el de jefa de la Oficina Integrada de la ONU en Haití (BINUH).